# Domenico Messina
Domenico Messina (Cava de' Tirreni, 12 agosto 1962) è un ex arbitro di calcio e dirigente arbitrale italiano.

## Carriera
Dopo aver superato brillantemente la gavetta nelle serie inferiori, risultando sempre tra gli arbitri più promettenti assieme al coetaneo Stefano Farina, Messina debuttò in serie A nel 1995 con la partita Genoa-Padova. L'anno successivo si aggiudica il "Premio Giorgio Bernardi", destinato al miglior giovane arbitro debuttante in Serie A. Nel 1998 fu promosso internazionale e nel 2001 venne inserito nella Top Class degli arbitri UEFA, dopo aver egregiamente debuttato nella UEFA Champions League in occasione della gara Paris Saint-Germain-Bayern Monaco.
Nel 2002 fu selezionato per dirigere nella Coppa d'Africa, dove fu impegnato fino ai quarti di finale. Nel 2005 fu declassato dalla Top Class UEFA per far posto a Stefano Farina.
A livello nazionale, arbitrò due finali di Coppa Italia: nel 1999 Parma-Fiorentina, e nel 2006 Inter-Roma. Diresse numerose "classiche" del campionato italiano: una Juventus-Inter, un derby di Milano, due derby di Roma, uno Milan-Juventus, una Juventus-Roma, tre Inter-Roma, un Derby della Lanterna e tre Milan-Roma.
Nel 2001 venne insignito dell'ambito Premio Giovanni Mauro.
Inizialmente coinvolto nell'inchiesta denominata Calciopoli, venne poi prosciolto da ogni tipo di accusa nell'ambito del processo sportivo, tornando a calcare nel 2006 i campi di gioco.
Nello stesso anno gli viene attribuito il "Premio Franchi" che, con una lettera molto garbata, rifiuta motivando tale decisione con l'impossibilità di ritirare un tale riconoscimento prima di veder chiarita la sua posizione nell'ambito del procedimento sportivo successivo a Calciopoli. Una volta pronunciata la sentenza di assoluzione, accetta di ritirare il premio che gli viene consegnato nell'edizione 2008.
Dopo aver totalizzato 192 presenze nella massima serie, nel luglio 2007 annuncia di voler concludere, con un anno di anticipo, la carriera arbitrale adducendo sopraggiunti "problemi di lavoro", anche se in molti riconducono questa decisione all'amarezza e allo stupore suscitati in lui per essere stato coinvolto nell'inchiesta penale Calciopoli presso la Procura di Napoli, nell'ambito della quale viene assolto in primo grado dall'accusa di frode sportiva. Nella motivazione della sentenza il giudice dichiara infondata ogni ipotesi accusatoria nei confronti di Messina, assolvendolo con formula piena per non aver commesso il fatto.
Successivamente, come dichiarato alla Gazzetta dello Sport in un'intervista del luglio 2007, si è messo a disposizione della locale Sezione AIA di Bergamo per l'addestramento dei giovani arbitri. Dal settembre 2007 diventa responsabile delle designazioni della seconda categoria. A differenza di altri colleghi, Messina si rimette in gioco e comincia dalla gavetta la nuova attività di formatore di giovani leve con l'obiettivo di scovare tra i nuovi arbitri un suo degno successore.
Dalla stagione 2008-2009 fa parte della squadra di osservatori arbitrali della C.A.N. A-B guidata da Pierluigi Collina per conto del quale visiona i direttori di gara impegnati nei campionati di Serie A e B.
Nella stagione sportiva 2009-2010 è stato vice commissario alla C.A.N. PRO, mentre per l'annata successiva è nominato vice nella neonata C.A.N. B.
Dalla stagione sportiva 2010-2011 è inoltre osservatore degli arbitri UEFA.
Per la stagione sportiva 2011-2012, con il trasferimento di Roberto Rosetti in Russia, assume il ruolo di responsabile della C.A.N. B, carica confermata anche per le due stagioni successive, 2012-2013 e 2013-2014.
Il 20 ottobre 2012 si apprende della richiesta del sostituto procuratore generale al processo d'appello di Calciopoli in merito alla posizione di Messina. Per l'ex fischietto bergamasco, pur reduce da un'assoluzione piena, vengono richiesti 16 mesi di carcere. Il 5 dicembre la sentenza conferma nuovamente l'assoluzione piena per l'ex fischietto della sezione di Bergamo.
Il 4 luglio 2014 si apprende la sua nomina a designatore alla CAN A. La carica gli viene confermata per la stagione sportiva successiva, 2015-2016 e poi ancora per il 2016-2017. Per la stagione 2017-2018 Messina viene sostituito da Nicola Rizzoli come designatore della CAN A. Il bergamasco viene inserito nell'organico CAN B in qualità di osservatore arbitrale.
Al termine della stagione 2020-2021 viene insignito del prestigioso premio "Claudio Pieri" quale miglior osservatore a disposizione della CAN.
Nella stagione 2022-2023 rientra alla CAN A-B quale componente, rassegnando le dimissioni nel febbraio del 2023 con l'intenzione di candidarsi alla Presidenza dell'AIA nel frattempo priva di un Presidente a seguito delle dimissioni di Alfredo Trentalange avvenute qualche mese prima.
Dopo circa un mese, annuncia la rinuncia alla corsa alla presidenza a causa di difficoltà riscontrate nel proporre il proprio progetto di cambiamento che si scontra con la diffusa politicizzazione dell'AIA.
Seguendo le orme di altri illustri colleghi (Collina, Rosetti, Rizzoli), decide di emigrare all'estero, accettando l'offerta della Federazione Cipriota e il 1º luglio 2023 viene nominato Presidente della Commissione Arbitrale dell'isola mediterranea, ruolo riconfermato per la stagione 2024-25.
Terminata l'esperienza Cipriota, il 1° luglio 2025 viene chiamato a dirigere la Commissione Arbitrale della Federazione Serba che, per la prima volta nella sua storia, assume uno straniero per coprire questo incarico.